# Def Jam唱片公司
Def Jam唱片公司（英語：Def Jam Recordings）是一間美国的嘻哈音樂唱片公司，由音樂制作人瑞克·魯賓和艺人经理拉素爾·西蒙斯创建于1984年，现隶属于環球音樂集團，作为環球音樂的一部分营运着。在英国，该唱片公司艺人由Virgin EMI运作；在日本，则以“Def Jam Japan”的名号，由日本環球音樂运营。